# شهرستان لایکیپیا
شهرستان لایکیپیا (به لاتین: Laikipia County) یک منطقهٔ مسکونی در کنیا است که در کنیا واقع شده‌است. شهرستان لایکیپیا ۸٬۶۹۶٫۱ کیلومترمربع مساحت و ۳۹۹٬۲۲۷ نفر جمعیت دارد.